# Просвещение продолжается: В защиту разума, науки, гуманизма и прогресса
Просвещение продолжается: В защиту разума, науки, гуманизма и прогресса (англ. Enlightenment Now: The Case for Reason, Science, Humanism, and Progress) — книга канадско-американского учёного-когнитивиста Стивена Пинкера, изданная в 2018 году. Является продолжением книги «Лучшее в нас», выпущенной в 2011 году.

## Тезис
Пинкер утверждает, что жизнь большинства людей становится лучше. В поддержку этого аргумента он предлагает 15 различных показателей человеческого благополучия; якобы люди в среднем живут дольше и здоровее, чем прежде. В качестве другого примера он указывает на общественное мнение в США по поводу частоты высказывания опасений из-за терроризма, Пинкер показывает, что вероятность смерти американца в результате несчастного случая в 3000 раз выше, чем в результате теракта. Как и в предыдущей работе Пинкера «Лучшее в нас», автор считает причиной современных улучшений тенденции либерального гуманизма и научной рациональности, которые впервые укоренились в Европе примерно в XVII—XVIII веках.
Пинкер утверждает, что экономическое неравенство «само по себе не является измерением человеческого благополучия», и цитирует исследование, которое обнаруживает, что неравенство не связано с несчастьем, по крайней мере, в более бедных обществах. Он также указывает на то, что в мире в целом неравенство уменьшается, и заявляет, что даже там, где оно растёт, бедные по-прежнему улучшают материальное положение и извлекают выгоду от технологических инноваций. Например, Пинкер считает, что инновации, которые делают бедных немного богаче, а богатых значительно богаче, являются скорее положительным, чем отрицательным достижением. Напротив, критики считают, что повышение социальной мобильности и борьба с «неравенством в результате несправедливости» сами по себе являются важными целями, помимо сокращения бедности.
В таких вопросах, как ядерное оружие, Пинкер возлагает вину на силы, выступающие против Просвещения. Учёные, работавшие над Манхэттенским проектом по разработке первого ядерного оружия, делали это, потому что им нужно было победить Гитлера; Пинкер заявляет: «Вполне возможно, что если бы не было нацистов, не было бы ядерного оружия». Напротив, критики отмечают, что науке недостаёт собственной этической логики. Они утверждают, что научный прогресс освобождает людей, но также может представлять опасность, именно в той степени, насколько сильно он расширяет возможности человека. Пинкер выражает озабоченность по поводу потенциального вымирания человечества из-за применения ядерного оружия или глобального потепления, но классифицирует экзистенциальные риски в целом как «бесполезную категорию», заявляя, что «сеять страх перед гипотетическими катастрофами — не только не защищать будущее человечества, но и угрожать ему». В частности, Пинкер не согласен с такими учёными как Ник Бустрём, говорящими о случайных экзистенциальных рисках сильного и слабого искусственного интеллекта и приводит такой аргумент: поскольку производство беспилотных автомобилей продолжается (несмотря на опасения), искусственный интеллект не представляет собой случайного риска для жизни.
Книга завершается тремя главами, в которых Пинкер защищает то, что он считает ценностями Просвещения: разум, науку и гуманизм. Пинкер утверждает, что эти ценности находятся под угрозой со стороны современных тенденций, таких как религиозный фундаментализм, политкорректность и постмодернизм. В интервью о книге, опубликованном в Scientific American, Пинкер пояснил, что его книга — это не просто выражение надежды — это документальное подтверждение того, сколько мы приобрели благодаря ценностям Просвещения и сколько мы потеряем, если эти ценности будут забыты.

## Маркетинг
В январе 2018 года Билл Гейтс похвалил Enlightenment Now, назвав её своей «новой любимой книгой». Гейтс заявил, что в целом согласен с технооптимизмом книги, но предупредил, что Пинкер слишком «быстро отвергает» идею о том, что искусственный интеллект может когда-нибудь привести к вымиранию человечества. Ссылаясь на интерес читателей из-за одобрения Гейтса, Viking Press перенесла дату публикации с 27 февраля 2018 года на 13 февраля 2018 года.

## Критика
Publishers Weekly дал книге блестящую рецензию, заключив, что «в эпоху всё более «антиутопической риторики» трезвое, ясное и тщательно исследованное видение человеческого прогресса воодушевляет и является важным». The Times также дала книге положительный отзыв, заявив, что аргументы и доказательства Пинкера «столь же интересны, сколь и важны», и выразив надежду, что защита Пинкером сил, которые привели к прогрессу, будет успешной.
The New York Times охарактеризовала книгу как «отличную книгу, чётко написанную, своевременную, богатую данными и красноречивую в своём отстаивании рационального гуманизма, который, как оказалось, действительно весьма крут». The Economist согласился с Пинкером в том, что «за исключением катастрофического удара астероида или ядерной войны, вполне вероятно, что (мир) продолжит улучшаться». Тимоти Сандефур в The Objective Standard похвалил книгу, отметив: «Каталог улучшений Пинкера доставляет удовольствие, во многом благодаря его остроумному стилю и умению исследовать прогресс неожиданными способами».
В Skeptical Inquirer Кендрик Фрейзер соглашается с тем, что Пинкер «аргументирует [свои] примеры красноречиво и… эффективно, опираясь как на демографические данные, так и на наше улучшенное понимание человеческих предубеждений, которые мешают нам увидеть истину». Ян Голдин в «Nature» написал, что Пинкеру следовало больше сосредоточиться на будущих рисках (хотя Пинкер действительно посвятил главу экзистенциальным угрозам) и в заключении утверждает: «Но для многих, охваченных унынием, это долгожданное противоядие». Обзор, опубликованный в London Evening Standard, соглашается с выводом Пинкера о том, как рациональность улучшила мир, и заявляет: «Что касается исламизма, где его оптимизм даёт сбои, у нас есть интересное явление, когда мусульманская молодёжь — не в последнюю очередь в таких странах, как Афганистан — становится менее либеральной, чем их родители», хотя источник таких данных они не приводят.
Джон П. Танг в «The Journal of Economic History» заявил, что Пинкер демонстрирует, что «человечеству никогда не было так хорошо, до недавнего времени всё было намного хуже, и жизнь, вероятно, продолжит улучшаться». Он заявил, что книга обеспечивает «эмпирический и количественный подход к теме, возможно, к огорчению учёных-гуманитариев, но совместимый с современными исследованиями в области социальных наук и экономической истории». Он критиковал книгу за её опору на утилитаризм из-за его практических трудностей, а также за то, что она не убедительно продемонстрировала, что именно Просвещение вызвало тенденции, на которые указывает Пинкер.
«Kirkus Reviews» назвал это «чрезмерным» и отметил, что, хотя Пинкер прогрессивен, «академически ортодоксальные люди сочтут его отступником». The Guardian и Financial Times отвергли утверждение Пинкера о том, что левые частично виноваты в риторике, направленной против разума, и возразили против критики Пинкером таких групп, как постмодернисты, защитники окружающей среды и людей, которых Пинкер считает «борцами за социальную справедливость». Британский философ Джон Грей критиковал Пинкера за пропаганду сциентизма и обсуждал исторические примеры сильного стремления к человеческому прогрессу, ведущего к злоупотреблению наукой для аморальной политики. Грей также утверждал, что Пинкер неправильно понял Фридриха Ницше.
Некоторые рецензенты не согласились с количественным подходом Пинкера к оценке прогресса. Booklist заявил, что «по-видимому, небрежное игнорирование (Пинкером) этических соображений, связанных с экспериментом Таскиги, по меньшей мере вызывает беспокойство». Пинкер писал, что эксперимент Таскиги «был явно неэтичным по сегодняшним меркам, хотя о нём часто сообщают неверные данные, чтобы накапливать обвинительные заключения», а когда сообщается верная информация, то становится ясно, что «когда началось исследование, оно, возможно, даже было оправданным по меркам того времени».
Политолог Николя Гийо резко критикует книгу за то, что он считает «изощрённой статистикой», собранной на службе предвзятых выводов, и за то, что она «глубиной в дюйм». Он заключает: «Многое из того, что Пинкер пишет о гуманитарных науках, было бы забавной карикатурой, если бы не представляло собой последовательное идеологическое наступление, которое меняет высшее образование и научные исследования». Экономический антрополог Джейсон Хикел также усматривает в произведениях Пинкера манипулирование статистикой с целью затушевать существующие проблемы неравенства и отставание социального прогресса от научно-технического.
В Los Angeles Review of Books профессор-историк Стэнфордского университета Джессика Рискин резюмирует книгу как «узел противоречий Оруэлла». Она заключает: «Во время политического, экологического и культурного кризиса нам нужна именно та ценность, которую Пинкер отвергает, но которую разделяют его герои Просвещения, независимо от их разногласий по другим вопросам: скептицизм и сопутствующий дух осознанной критики».